# Vicia subvillosa
Vicia subvillosa là một loài thực vật có hoa trong họ Đậu. Loài này được (Ledeb.) Boiss. miêu tả khoa học đầu tiên.